# Thòi lòi
Thòi lòi (danh pháp hai phần: Cyrtodactylus nigriocularis), là một loài bò sát thuộc họ Tắc kè (Gekkonidae), được các tác giả Nguyễn Ngọc Sang, Nikolai L. Orlov và Ilya S. Darevsky mô tả năm 2006. Loài này được phát hiện ở khu vực núi Bà Đen, tỉnh Tây Ninh. Thòi lòi có mắt to và màu nâu đen. Hiện tại, C. nigriocularis được phân biệt với các loài thằn lằn khác ở Đông Dương bằng tổ hợp các đặc trưng sau: đầu bị nén dẹp xuống với mõm rộng và bị nén dẹp xuống; thân tương đối mảnh dẻ, thuôn dài với các gập nếp hai bên bụng phát triển; các chi tương đối dài, các ngón dài; đuôi dài hơn chiều dài của đoạn từ mõm tới huyệt, với các vảy mặt dưới đuôi lớn và không phân chia; 13 – 14 vảy môi trên, 13 – 15 vảy môi dưới, 17 – 21 phiến mỏng dưới ngón hẹp trên ngón chân thứ tư, xung quanh đoạn giữa thân có 119 – 145 hàng vảy; không có các vảy lớn ở đùi.